# 代尔地区蒙捷
代尔地区蒙捷（法語：Montier-en-Der，法語發音：[mɔ̃tje ɑ̃ dɛʁ]），或纯音译作蒙捷昂代尔，是法国上马恩省的一个旧市镇，属于圣迪济耶区。2016年1月1日，代尔地区蒙捷和相邻的罗贝尔马尼合并为新市镇拉波特迪代尔（La Porte du Der）。

## 地理
代尔地区蒙捷（48°28'40"N, 4°46'12"E）面积27.79 平方千米，位于法国大東部大區上马恩省，该省份为法国东北部内陆省份，北起马恩省和默兹省，西接奥布省，西南接科多尔省，东南接上索恩省，东临孚日省。
与代尔地区蒙捷接壤的市镇（或旧市镇、城区）包括：罗贝尔马尼、瓦耶孔特、弗朗帕、普朗吕、德鲁瓦、皮埃勒蒙捷、塞丰、蒂约。

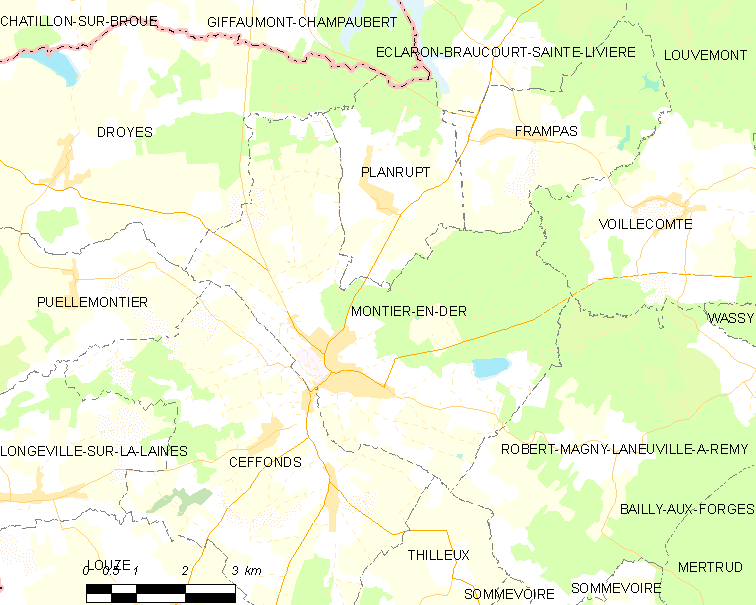
代尔地区蒙捷的OSM定位图

代尔地区蒙捷的时区为UTC+01:00、UTC+02:00（夏令时）。

## 行政
代尔地区蒙捷的邮政编码为52220，INSEE市镇编码为52331。

## 政治
代尔地区蒙捷所属的省级选区为瓦西县。

## 人口

1962-2008年间代尔地区蒙捷人口变化图示

代尔地区蒙捷于2018年1月1日时的人口数量为1966人。